# Balaïtous
De Balaïtous (Spaans: Balaitús) is een 3144 meter hoge berg in de Centrale Pyreneeën op de grens van Spanje en Frankrijk. De top van de berg vormt de meest westelijke drieduizender van de bergketen. In het Aragonees wordt de Balaitús ook wel de Pico Moros genoemd.
De bergtop bevindt zich op de hoofdkam van de Pyreneeën en op de Europese waterscheiding tussen de Atlantische Oceaan en de Middellandse Zee. Ten noorden stroomt het water via de Gave d'Arrens, Gave de Pau en Adour naar de Atlantische Oceaan. Ten zuiden stroomt het water via de Ebro naar de Middellandse Zee.
De berg bevindt zich op het einde van het Franse Val d'Azun. Het bergmassief van de Balaïtous bestaat voornamelijk uit graniet.

## Beklimming
De eerste gedocumenteerde beklimming van de Balaïtous gebeurde in 1864 door de Engelse alpinist Charles Packe (1826-1896). Op de top ontdekte hij echter de resten van een eerder kamp, die afkomstig bleken van de cartografische expeditie van Peytier en Hossard in opdracht van het Franse leger in 1825.